# Charlie Sheen
Carlos Irwin Estévez (n. 3 septembrie 1965, New York City, New York, SUA), cunoscut sub numele de scenă Charlie Sheen, este un celebru actor american, cunoscut îndeosebi pentru rolurile sale din Spin City și Doi bărbați și jumătate . În anul 2010 Charlie Sheen a fost cel mai bine plătit actor TV, fiind plătit cu 1,8 milioane USD pentru episoadele din seria Doi bărbați și jumătate (Two and a Half Men).
În viața personală Charlie Sheen a avut mai multe probleme din cauza consumului de alcool și stupefiante dar și din cauza violenței domestice, în 7 martie 2011 fiind concediat de CBS și Warner Bros din serialul Two and a Half Men.

## Biografie
Charlie Sheen, născut cu numele de Carlos Irwin Estévez, s-a născut în orașul New York și este cel de-al treilea și ultimul fiu al actorului Martin Sheen și al artistei Janet Templeton. Bunicii actorului au fost imigranți din Galicia (nordul Spaniei) și Irlanda. Sheen are doi frați mai mari, Emilio Estévez și Ramon Estévez și o soră mai mică, Renée Estévez, toți fiind actori. Prima apariție a lui Sheen într-un film a fost la vârsta de 9 ani în filmul creat de tatăl său: The Execution of Private Slovik.

## Filmografie

### Filme
| An   | Film                                          | Rol                                            | Note                          |
| ---- | --------------------------------------------- | ---------------------------------------------- | ----------------------------- |
| 1973 | Badlands                                      | Boy Under Lamppost                             | Necreditat                    |
| 1974 | The Execution of Private Slovik               | Kid at wedding                                 | Necreditat                    |
| 1979 | Apocalypse Now                                | Extra                                          | Necreditat                    |
| 1984 | Red Dawn                                      | Matt Eckert                                    |                               |
| 1984 | Silence of the Heart                          | Ken Cruze                                      |                               |
| 1985 | The Fourth Wise Man                           | Captain of Herod's soldiers                    |                               |
| 1985 | Out of the Darkness                           | Man shaving                                    |                               |
| 1985 | The Boys Next Door                            | Bo Richards                                    |                               |
| 1986 | A Life in the Day                             |                                                | Short film                    |
| 1986 | Lucas                                         | Cappie                                         |                               |
| 1986 | Ferris Bueller's Day Off                      | Garth Volbeck                                  | Cameo                         |
| 1986 | Platoon                                       | Private Chris Taylor                           |                               |
| 1986 | The Wraith                                    | Jake Kesey                                     |                               |
| 1986 | Wisdom                                        | Hamburger restaurant manager                   | Cameo                         |
| 1987 | Wall Street                                   | Bud Fox                                        |                               |
| 1987 | No Man's Land                                 | Ted Varrick                                    |                               |
| 1987 | Three for the Road                            | Paul                                           |                               |
| 1987 | Grizzly II: The Predator Concert              | Ron                                            |                               |
| 1988 | Never on Tuesday                              | Thief                                          | Cameo, necreditat             |
| 1988 | Eight Men Out                                 | Oscar 'Happy' Felsch                           |                               |
| 1988 | Young Guns                                    | Richard "Dick" Brewer                          |                               |
| 1989 | Tale of Two Sisters                           | Narator                                        | Scenarist                     |
| 1989 | Major League                                  | Ricky 'Wild Thing' Vaughn                      |                               |
| 1989 | Comicits                                      | Rolul propriei persoane                        | Film scurt Producător         |
| 1989 | Catchfire                                     | Bob                                            | Cameo                         |
| 1990 | Cadence                                       | Private First Class Franklin Fairchild Bean    |                               |
| 1990 | Courage Mountain                              | Peter                                          |                               |
| 1990 | Men at Work                                   | Carl Taylor                                    |                               |
| 1990 | Navy SEALs                                    | Lieutenant Dale Hawkins                        |                               |
| 1990 | The Rookie                                    | David Ackerman                                 |                               |
| 1991 | Hot Shots!                                    | Lieutenant Sean Topper Harley                  |                               |
| 1992 | Beyond the Law                                | William Patrick Steaner Daniel "Dan" Saxon Sid |                               |
| 1992 | Oliver Stone: Inside Out                      | Rolul propriei persoane                        | Documentar                    |
| 1993 | Loaded Weapon 1                               | Gern                                           | Cameo                         |
| 1993 | Deadfall                                      | Morgan "Fats" Gripp                            |                               |
| 1993 | Hot Shots! Part Deux                          | Lieutenant Sean Topper Harley                  |                               |
| 1993 | The Three Musketeers                          | Aramis                                         |                               |
| 1994 | Charlie Sheen's Stunt Spectacular             | Rolul propriei persoane                        |                               |
| 1994 | Terminal Velocity                             | Richard "Ditch" Brodie                         |                               |
| 1994 | The Chase                                     | Jackson Davis "Jack" Hammond                   | Producător executiv           |
| 1994 | Major League II                               | Ricky "Wild Thing" Vaughn                      |                               |
| 1996 | Loose Women                                   | Barbie-loving bartender                        | Cameo                         |
| 1996 | Frame by Frame                                |                                                |                               |
| 1996 | All Dogs Go to Heaven 2                       | Charles B. "Charlie" Barkin                    | Voce                          |
| 1996 | The Arrival                                   | Zane Zaminsky                                  |                               |
| 1997 | Money Talks                                   | James Russell                                  |                               |
| 1997 | Shadow Conspiracy                             | Bobby Bishop                                   |                               |
| 1997 | Bad Day on the Block                          | Lyle Wilder                                    |                               |
| 1997 | Discovery Mars                                | Narator                                        | Educational video             |
| 1998 | Postmortem                                    | James McGregor                                 |                               |
| 1998 | A Letter from Death Row                       | Cop                                            | Cameo                         |
| 1998 | No Code of Conduct                            | Jacob "Jake" Peterson                          | Executive producer and writer |
| 1998 | Free Money                                    | Bud Dyerson                                    |                               |
| 1998 | Junket Whore                                  | Rolul propriei persoane                        | Documentary                   |
| 1999 | Lisa Picard is Famous                         | Rolul propriei persoane                        |                               |
| 1999 | Five Aces                                     | Chris Martin                                   |                               |
| 1999 | Being John Malkovich                          | Rolul propriei persoane                        |                               |
| 2000 | Rated X                                       | Artie Jay "Art" Mitchell                       |                               |
| 2001 | Good Advice                                   | Ryan Edward Turner                             |                               |
| 2001 | Last Party 2000                               | Rolul propriei persoane                        | Documentar                    |
| 2002 | The Making of Bret Michaels                   | Rolul propriei persoane                        | Documentar                    |
| 2003 | Deeper Than Deep                              | Charles "Chuck" E. Traynor                     | Film scurt                    |
| 2003 | Scary Movie 3                                 | Tom Logan                                      |                               |
| 2004 | The Big Bounce                                | Bob Rogers Jr.                                 |                               |
| 2004 | Pauly Shore Is Dead                           | Rolul propriei persoane                        | Cameo                         |
| 2005 | Guilty Hearts                                 | Rolul propriei persoane                        | Segmentul: "Spelling Bee"     |
| 2006 | Scary Movie 4                                 | Tom Logan                                      | Necreditat; cameo             |
| 2010 | Wall Street: Money Never Sleeps               | Bud Fox                                        | Necreditat; cameo             |
| 2010 | Due Date                                      | Rolul propriei persoane / Charlie Harper       | Cameo                         |
| 2010 | I Am                                          | Rolul propriei persoane                        | Archive footage               |
| 2011 | 9/11 Truth: Hollywood Speaks Up               | Rolul propriei persoane                        | Documentar                    |
| 2012 | Madea's Witness Protection                    | Rolul propriei persoane                        | Post-credits scene            |
| 2012 | A Glimpse Inside the Mind of Charles Swan III | Charles Swan III                               |                               |
| 2012 | She Wants Me                                  | Rolul propriei persoane                        | Executive Producer            |
| 2012 | Foodfight!                                    | Dex Dogtective                                 |                               |
| 2013 | Machete Kills                                 | President Rathcock                             | credited as "Carlos Estevez"  |
| 2013 | Scary Movie 5                                 | Rolul propriei persoane                        | Cameo                         |

### Televiziune
| An           | Film                           | Rol                                  | Note                                          |
| ------------ | ------------------------------ | ------------------------------------ | --------------------------------------------- |
| 1986         | Amazing Stories: Book Three    | Casey                                | Episodul: "No Day at the Beach"               |
| 1987         | War of the Stars               |                                      |                                               |
| 1996         | Friends                        | Ryan                                 | Episodul: "The One with the Chicken Pox"      |
| 1999         | Sugar Hill                     | Matt                                 | Episodul: "Pilot"                             |
| 2000–2002    | Spin City                      | Charlie Crawford                     | Rolul principal (sezoanele 5–6); 45 episoade  |
| 2003–2011    | Two and a Half Men             | Charlie Harper                       | Rolul principal (sezoanele 1–8); 177 episoade |
| 2006         | Overhaulin'                    | Rolul propriei persoane              | Episodul: "LeMama's Boy"                      |
| 2008         | The Big Bang Theory            | Rolul propriei persoane              | Episodul: "The Griffin Equivalency"           |
| 2008         | CSI: Crime Scene Investigation | Rolul propriei persoane (Uncredited) | Episodul: "Two and a Half Deaths"             |
| 2010         | Family Guy                     | Rolul propriei persoane              | Episodul: "Brian Griffin's House of Payne"    |
| 2011         | Drew Carey's Improv-A-Ganza    | Rolul propriei persoane              | 1 episod                                      |
| 2011         | Comedy Central Roast           | Rolul propriei persoane              | Roastee                                       |
| 2012–prezent | Anger Management               | Charlie Goodson                      | Rolul principal                               |